# Superman: Countdown to Apokolips
Superman: Countdown to Apokolips es un videojuego de plataformas desarrollado por el estudio canadiense Mistic Software y publicado por Infogrames, lanzado bajo la marca Atari para Game Boy Advance. Se basó principalmente en Superman: The Animated Series, incluyendo la representación de sus personajes y su estilo artístico. Incluye jefes como Livewire, Metallo y Bruno Mannheim, además de matones y otros objetos. El desarrollo comenzó en Crawfish Interactive.

## Trama
El juego sirve como precuela de los eventos de Superman: Shadow of Apokolips. Agentes de Darkseid llegan a la Tierra para derrotar al Hombre de Acero. Mientras tanto, un villano llamado Kalibak secuestra a Lois Lane, y Livewire, Metallo y Bruno Mannheim acaban de escapar de prisión.

## Jugabilidad
El juego se desarrolla desde una perspectiva isométrica. Superman puede volar por los niveles y usar su visión de calor y sus ráfagas de hielo. También puede golpear y patear a sus enemigos para derribarlos al suelo.

## Recepción
El juego ha recibido críticas mixtas a negativas. Tiene una puntuación del 45% en GameRankings y 47 sobre 100 en Metacritic. Gran parte de las críticas se centraron en la jugabilidad repetitiva, pero los gráficos fueron elogiados.